# The Ranch
«The Ranch» — группа состоявшая из трёх человек играющих кантри-музыку. Она была образована в 1997 году в Новой Зеландии музыкантом Китом Урбаном. В группе Кит работал в качестве ведущего вокалиста, в дополнение к этому играл на гитаре, банджо и клавишных музыкальных инструментах. Участники группы: Jerry Flowers вокал, бас-гитара и Peter Clarke барабаны.
До своего распада, который произошёл в 1998 году, группа записала всего один альбом, два сингла из которого попали в чарты кантри-музыки. Кроме этих двух синглов, «The Ranch» включает песню под названием «Some Days You Gotta Dance», которая впоследствии была выпущена как сингл группы Dixie Chicks из их альбома 1999 года «Fly», и которая также включает игру Кита на гитаре. Позже, Кит начал сольную карьеру в Capitol Records. Альбом «The Ranch» был переиздан в 2004 году на фирме «Capitol/EMI», как «Keith Urban in The Ranch».

## The Ranch(альбом 1997 года)

### Список композиций альбома
Все песни написали Keith Urban и Vernon Rust, за исключением отдельно оговоренных случаев.
1. «Walkin' the Country» — 2:56
2. «Homespun Love» — 2:44
3. «Just Some Love» (Cyril Lawson, Scott Phelps) — 3:18
4. «Some Days You Gotta Dance» (Marshall Morgan, Troy Johnson) — 2:29
5. «My Last Name» — 3:48
6. «Desiree» — 5:49
7. «Freedom’s Finally Mine» — 3:51
8. «Hank Don’t Fail Me Now» — 3:03
9. «Tangled Up In Love» — 3:51
10. «Clutterbilly» (Urban, Peter Clarke, G. M. Holden) — 2:41
  - инструментальная композиция
11. «Man of the House» (Rust) — 4:13
12. «Ghost in the Guitar» — 4:11
13. «Stuck in the Middle» (Gerry Rafferty, Joe Egan) — 3:501
14. «Billy» (Gary Burr, Monty Powell, Urban) — 3:461

1Бонус-треки, переизданные в 2004 году.

### Состав группы

#### The Ranch
- Peter Clarke — барабаны, ударные музыкальные инструменты, хлопки в ладоши
- Jerry Flowers — бас-гитара, бэк-вокал, хлопки в ладоши
- Keith Urban — акустическая гитара, электрогитара, банджо, клавиши, фронтмен, хлопки в ладоши

#### Приглашённые музыканты
- Randy Flowers — хлопки в ладоши в «Some Days You Gotta Dance»
- Gary Gazzaway — духовые (horns) в «Clutterbilly»
- Tony Harrell — орган Хаммонда, синтезатор и колокольчики в «Desiree», фортепиано в «Ghost on the Guitar»
- Jim Horn — духовые в «Clutterbilly»
- Charlie McMahon — диджериду в «Billy»
- Johnny Neel — орган Хаммонда в «Just Some Love», «Freedom’s Finally Mine», «Stuck in the Middle»
- Richard Nord — вокал в «Homespun Love»
- Buck Reid — педальные слайд-гитары в «Man of the House»
- Eric Silver — скрипка в «Just Some Love»
- Joe Spivey — скрипка в «My Last Name»
- Vernon Rust — вокал в «Homespun Love»

Струнные в композиции «Ghost in the Guitar» в исполнении коллектива «Nashville String Machine», в сопровождении Carl Marsh, аранжировка Carl Marsh, Monty Powell и Keith Urban.

### Позиции в чартах
| Чарт 2004 года               | Высшая позиция |
| ---------------------------- | -------------- |
| Billboard Top Country Albums | 34             |

### Синглы
| Год  | Сингл                 | Позиция в чарте | Позиция в чарте |
| Год  | Сингл                 | US Country      | CAN Country     |
| ---- | --------------------- | --------------- | --------------- |
| 1997 | «Walkin' the Country» | 50              | 65              |
| 1998 | «Just Some Love»      | 61              | 92              |

### Музыкальные клипы
| Год  | Название              | Режиссёр      |
| ---- | --------------------- | ------------- |
| 1997 | «Walkin' the Country» | Roger Pistole |
| 1997 | «Clutterbilly»        | Roger Pistole |